# Egon Ramms

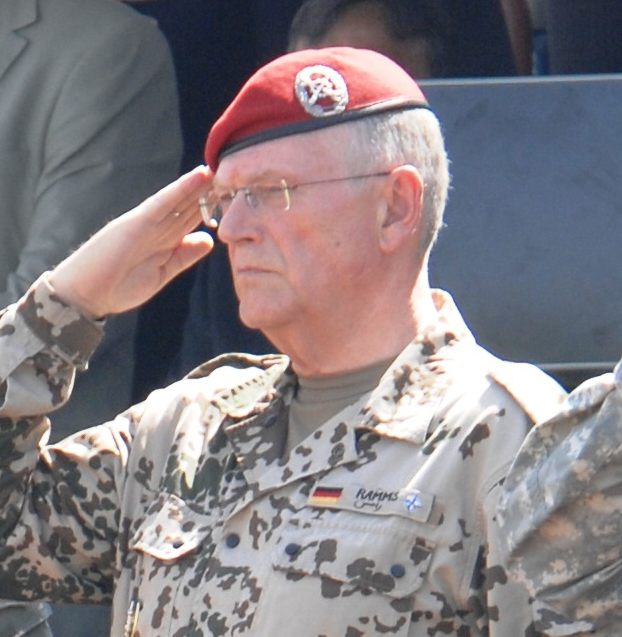
Egon Ramms (2008)

Egon Ramms (* 21. September 1948 in Datteln, Westfalen) ist ein General a. D. des Heeres der Bundeswehr. Er war vom 26. Januar 2007 bis zum 29. September 2010 Oberbefehlshaber des Allied Joint Force Command in Brunssum und somit einer der ranghöchsten deutschen Soldaten in der NATO.

## Militärische Laufbahn

### Ausbildung und erste Verwendungen
Ramms trat am 1. Oktober 1968 zunächst für drei Jahre als Offizieranwärter (Soldat auf Zeit) in die Bundeswehr ein. Er diente zuerst beim Instandsetzungsbataillon 470 in Unna. Mit einer Verpflichtungszeit von zunächst 12 Jahren durchlief er von 1968 bis 1971 die Offiziersausbildung an der Schule der Technischen Truppen I in Aachen und an der Heeresoffizierschule I in Hannover. 1971 begann er als Leutnant sein Studium in Darmstadt, welches er 1975 als Diplom-Ingenieur für Maschinenbau mit Spezialisierung Automotoren- und Panzerbau abschloss. Danach war er von 1975 an als Instandsetzungsoffizier in der Instandsetzungskompanie 70 in Stade eingesetzt. Im selben Jahr wurde er zum Hauptmann befördert, später zum Kompaniechef dieser Kompanie ernannt und als solcher bis 1978 eingesetzt. Von 1978 bis 1980 war Ramms als Instandsetzungsoffizier in der Stabsabteilung G4 der 3. Panzerdivision in Buxtehude eingesetzt.

### Dienst als Stabsoffizier
Von 1980 bis 1982 absolvierte er den Generalstabsdienstlehrgang an der Führungsakademie der Bundeswehr in Hamburg, erhielt hiernach die Ernennung zum Major und diente die nächsten zwei Jahre bis 1984 als Operationsoffizier (G3) der 6. Panzergrenadierdivision in Neumünster. Anschließend wurde er weitere zwei Jahre als Chef des Stabes und G3 der Heimatschutzbrigade 51 in Eutin verwendet. Von 1986 bis 1988 war Oberstleutnant Ramms als Referent für Rüstungskontrolle und Abrüstung im Führungsstab der Streitkräfte (Fü S III 5) im Bundesministerium der Verteidigung in Bonn eingesetzt.
1988 übernahm er für zwei Jahre mit dem Instandsetzungsbataillon 120 in Rheine wieder ein Truppenkommando. 1990 kehrte er nach Bonn ins Verteidigungsministerium zurück und diente dort unter Beförderung zum Oberst als Referatsleiter I 7 im Führungsstab des Heeres (Fü H I 7). Von 1990 bis 1992 war er als Referent im Büro des Staatssekretärs für Beschaffungen eingesetzt. In dieser Verwendung war er für die Rüstung und die Logistik des Heeres und der Luftwaffe verantwortlich. Danach diente er von 1992 bis 1994 unter Staatssekretär Jörg Schönbohm und wurde zum Direktor für Rüstungsfragen bestimmt, von 1994 bis 1996 dann im Führungsstab des Heeres.

### Dienst als General
Im Jahr 1996 übernahm Ramms für zweieinhalb Jahre das Kommando über die Logistikbrigade 1 in Lingen (Ems), um 1998 wieder eine Stabsstelle anzutreten, diesmal als Stabsabteilungsleiter für Logistik, Infrastruktur und Umweltschutz im Führungsstab der Streitkräfte (Fü S V). Zum 1. Oktober 1998 erfolgte die Ernennung zum Brigadegeneral. Von 2000 bis 2004 wurde Generalmajor Ramms dann der Posten des Chefs des Stabes des Führungsstabes der Streitkräfte übertragen. Diesen Posten gab er an Wolfram Kühn ab.
Am 18. Februar 2004 übernahm Generalleutnant Ramms in Stettin das Kommando über das Multinationale Korps Nordost, welches er bis zum 15. Dezember 2006 innehatte und an den polnischen Generalleutnant Zdzisław Goral abgab. Daraufhin wurde Ramms in die Niederlande versetzt, wo er am 26. Januar 2007 von General Gerhard Back das Kommando über das Allied Joint Force Command Brunssum der NATO in Brunssum übernahm.

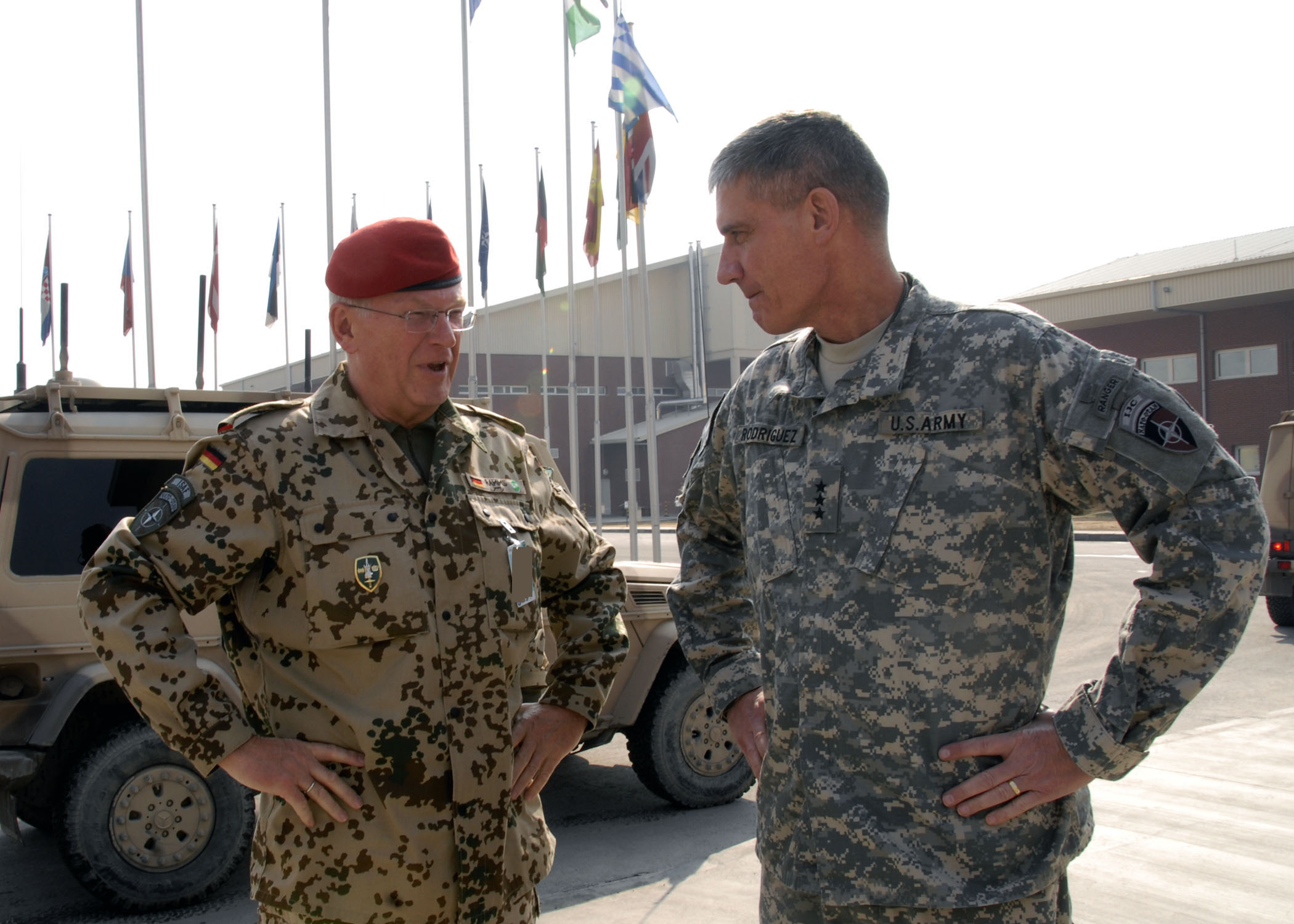
General Egon Ramms mit dem US-Generalleutnant David M. Rodriguez auf dem Kabul International Airport in Afghanistan (Oktober 2009)

In dieser Position unterstand Ramms dem damaligen NATO-Oberbefehlshaber Europa (Supreme Allied Commander Europe), US-General Bantz J. Craddock, und war wiederum Vorgesetzter des US-Generals und ISAF-Befehlshabers David D. McKiernan. Unterschiedliche Auffassungen zur Kriegführung und Drogenbekämpfung in Afghanistan führten dabei zu Konflikten auf der politischen Ebene. Ramms war bis zu seiner Pensionierung Vorgesetzter von fünf ISAF-Befehlshabern und diente innerhalb der NATO-Kommandostruktur selbst zunächst unter US-General Craddock und schließlich unter US-Admiral James G. Stavridis.
Ramms übergab am 29. September 2010 das Brunssumer Kommando an General Wolf-Dieter Langheld und trat zum 30. September 2010 in den Ruhestand.

### Position zu Waffenlieferungen an die Ukraine
Nach dem Angriff Russlands auf die Ukraine 2022 sprach sich Ramms für Lieferungen auch schwerer Waffen an die Ukraine aus. In einem ZDF-Interview im April 2022 äußerte er, Deutschland sei hierbei zu zurückhaltend. „Wir können mehr tun und wir sollten dieses auch tun“, sagte er.

## Orden und Ehrenzeichen
Egon Ramms ist unter anderem Träger des Verdienstkreuzes 1. Klasse des Verdienstordens der Bundesrepublik Deutschland, des Ehrenkreuzes der Bundeswehr in Silber und Gold und des Komturkreuzes des Verdienstordens der Republik Polen.

## Weitere Mitgliedschaften
Ramms ist Mitglied im Präsidium der Deutschen Gesellschaft für Wehrtechnik (DWT).

## Privates
Ramms ist verheiratet und hat zwei Kinder. Er ist der Sohn des FDP-Politikers und Bundestagsabgeordneten Egon Wilhelm Ramms.